# Wasilij Diemidienko
Wasilij Pietrowicz Diemidienko (ros. Василий Петрович Демиденко, ur. 17 marca 1930 w okręgu połtawskim (obecnie obwód połtawski), zm. 18 marca 1998 w Moskwie) – radziecki polityk, członek KC KPZR (1977–1989), Bohater Pracy Socjalistycznej (1976).

## Życiorys
W 1947 ukończył technikum rolnicze w Stalino (obecnie Donieck) i został agronomem w Kraju Ałtajskim, do 1950 studiował w Instytucie Rolniczym w Nowosybirsku, od 1950 główny agronom sowchozów w obwodzie stalińskim (obecnie obwód doniecki), obwodzie włodzimierskim, Kraju Krasnodarskim i obwodzie akmolińskim. W latach 1955–1958 główny agronom sowchozu w obwodzie akmolińskim, 1958–1960 I sekretarz rejonowego komitetu Komunistycznej Partii Kazachstanu w obwodzie akmolińskim, 1960 zastępca ministra sowchozów Kazachskiej SRR. Od 1960 do stycznia 1963 sekretarz Celinnego Krajowego Komitetu KPK, od stycznia 1963 do listopada 1965 I sekretarz Komitetu Obwodowego KPK w Celinogradzie (obecnie Astana) (od stycznia 1963 do grudnia 1964: Wiejskiego Komitetu Obwodowego KPK w Celinogradzie), od listopada 1965 do kwietnia 1981 I sekretarz Północnokazachstańskiego Komitetu Obwodowego KPK, od 3 października 1977 do 25 kwietnia 1989 członek KC KPZR. Od kwietnia 1981 do 10 września 1988 I sekretarz Komitetu Obwodowego KPK w Kustanaju, następnie na emeryturze. 1966-1989 deputowany do Rady Najwyższej ZSRR.

## Odznaczenia
- Medal Sierp i Młot Bohatera Pracy Socjalistycznej (24 grudnia 1976)
- Order Lenina (pięciokrotnie)
- Order Rewolucji Październikowej

I medale.